# Der Abolitionist
Die Zeitschrift Der Abolitionist erschien von 1902 bis 1933. Sie war das Organ des deutschen Zweigs der Internationalen Abolitionistischen Bewegung. Im Fokus der Zeitschrift stand die staatliche Reglementierung der Prostitution. Der Abolitionist fällt in eine Welle der Zeitschriftengründungen um die Jahrhundertwende. Dem Blatt kam dabei eine zentrale Rolle innerhalb der Bewegung zu. Zum einen diente es der inneren Kommunikation, indem etwa über aktuelle Tendenzen, Entwicklungen und Ereignisse in den regionalen Zweigvereinen berichtet wurde. Zum anderen sollten Tagungs- und Kongressberichte den Anschluss an die internationale abolitionistische Bewegung gewährleisten.

## Geschichte
Bereits Entwicklungen vor, während und nach der Deutschen Revolution 1848/1849 begünstigten die Gründung feministischer Presseorgane. Während Frauen wie Männer für Freiheit und Demokratie kämpften, blieben Prinzipien der weiblichen Selbstaufgabe und Unterordnung im gesellschaftlichen Diskurs tonangebend. Der sich dagegen formende Widerstand führte zur Gründung erster Publikationsorgane aus unterschiedlichen Lagern der feministischen Bewegung. Als „Prototyp einer politischen Frauenzeitschrift“ kann etwa die Frauen-Zeitung Louise Otto Peters betrachtet werden, die zwischen 1849 und 1852 erschien.
Mit Aufhebung der Sozialistengesetze im Jahr 1890 war es Frauen ermöglicht worden, sich in Vereinen zu organisieren. Themenschwerpunkte waren für die bürgerliche Frauenbewegung das Frauenstimmrecht, -bildung und -erwerb; für die Proletarische Frauenbewegung vor allem die Rechte arbeitender Frauen. Um 1890 lässt sich demnach von einer quantitativ stark angewachsenen Frauenbewegung im deutschen Raum sprechen.
In diesen Zeitraum fielen abermals zahlreiche Zeitschriftengründungen aus unterschiedlichen Lagern der feministischen Bewegung. Die Frau, erschienen von 1893 bis 1944, verstand sich etwa als Sprachrohr der deutschen Frauenbewegung mit dem Anspruch zugleich die breite Masse bürgerlicher Frauen anzusprechen. Ihre Gründung ist zurückzuführen auf die Pädagogin und spätere DDP-Politikerin Helene Lange. Dem gemäßigten Blatt gegenüber stand die 1895–1919 von Minna Cauer herausgegebene Die Frauenbewegung  als erste Zeitschrift des radikalen Flügels der bürgerlichen Frauenbewegung.
Der Dresdener Zweigverein der Internationalen abolitionistischen Föderation unter Leitung von Katharina Scheven gründete 1902 die Zeitschrift Der Abolitionist als Verbandszeitschrift. Im Laufe der nächsten Jahre nahmen immer mehr Zweigvereine der Föderation das Blatt als Vereinsorgan an. 1904 wurde die Zeitschrift zum „Organ des Deutschen Zweiges der I. A. Föderation“. Über die Auflagenhöhe ist wenig bekannt. Lediglich für das Jahr 1912 liegen Informationen vor, hier erreichte die Zeitschrift eine Auflagenhöhe von 1.600 Exemplaren. Nach dem Tod Katharina Schevens 1922 übernahm Anna Pappritz die Herausgabe der Zeitschrift.

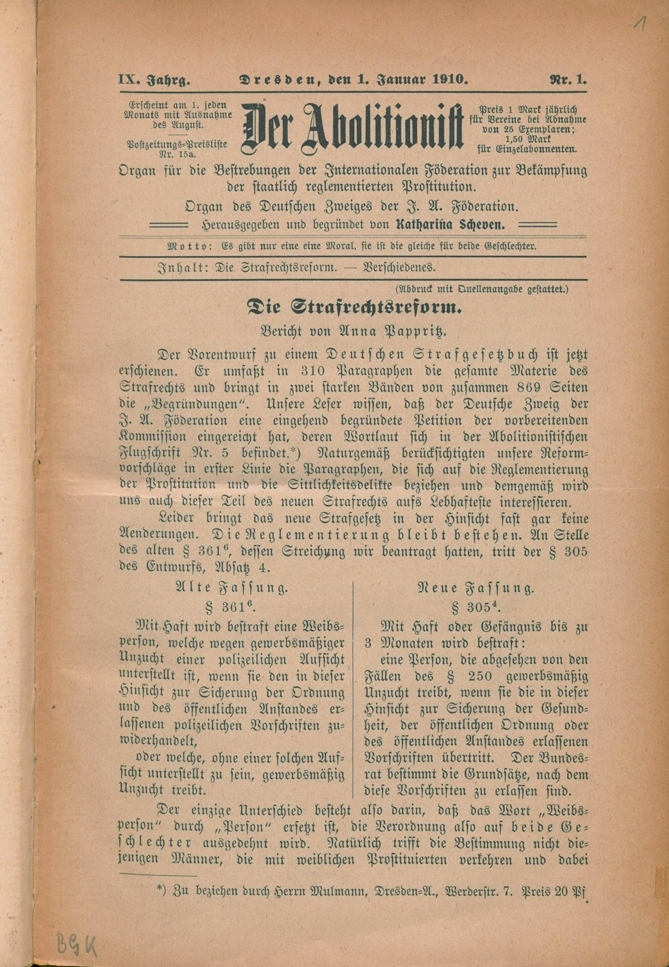
Titelkopf und erste Seite des Abolitionisten. Erste Ausgabe, 9. Jahrgang (1910)

## Inhalt und Struktur
Die wesentlichsten Informationen zur Zeitschrift lassen sich dem jeweiligen Titelkopf entnehmen. Der Aufbau stellt sich wie folgt dar:
Erscheinungszyklus: Es handelte sich um ein Periodikum. Von 1902 bis 1918 erschien Der Abolitionist monatlich, mit Ausnahme des Augusts. Ab 1918 konnte die vorherige Publikationshäufigkeit inflationsbedingt nicht aufrechterhalten werden. Sie erschien aber mehrmals im Jahr.
Preis: Bis zum Jahr 1921 betrug der Preis 1,50 Mark jährlich für Einzelabonnements und 1 Mark für Vereine. Danach kostete ein jährliches Einzelabonnement 2,50 Mark und ein Vereinsabonnement 1,50 Mark.
Motto: In jedem Titelkopf des Abolitionisten fand sich das Motto der IAF: „Es gibt nur eine Moral, sie ist die gleiche für beide Geschlechter“.
Untertitel: Der Untertitel der Zeitschrift Der Abolitionist lautete bis 1904: „Organ für die Bestrebungen der Internationalen Föderation zur Bekämpfung der staatlich reglementierten Prostitution“, danach „Organ des Deutschen Zweiges der Internationalen Abolitionistischen Föderation“.
Umfang und Inhalte: Der Umfang einer jeden Ausgabe betrug mit wenigen Ausnahmen von 1902 bis 1924 8–12 Seiten. Ab 1925 erweitert sich dieser Umfang auf 12–16 Seiten. Größere Aufsätze machten dabei rund die Hälfte einer jeden Ausgabe aus. Dabei beschränkten sich die Aufsätze nicht nur auf fachspezifische Thematiken, sondern griffen allgemeine Debatten der bürgerlichen Frauenbewegung auf. Neben Tagungs- und Kongressberichten fanden sich zudem Buchempfehlungen, Überblicke über aktuelle und einschlägige Literatur zum Thema Abolitionismus und Frauenbewegung sowie Adressverzeichnisse und Nachrufe. In der abschließenden Rubrik „Verschiedenes“ fand verstärkt die innere Vernetzung statt. An dieser Stelle wurde über Geschehnisse, Entwicklungen und Abstimmungen in den örtlichen Zweigvereinen berichtet.

## Weiteres
Der Abolitionist ist voll digitalisiert zugänglich über die Website des Digitalen Deutschen Frauenarchivs.